# Ronon Dex

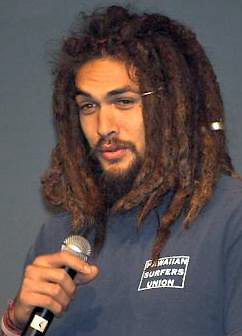
Jason Momoa

Ronon Dex (interpretado por Jason Momoa) es un personaje ficticio en la serie de televisión de ciencia ficción Stargate Atlantis. Es un Satedan de la galaxia de Pegasus que ha sido un fugitivo los últimos siete años. Antes de su captura por los Wraith, había sido miembro de los militares de Satedan, llevando el rango de "especialista". Lo encuentran los humanos de la tierra después de haber capturado al teniente coronel Sheppard y a Teyla Emmagan y acuerda con ellos que si le ayudan a quitarse un dispositivo de rastreo que tiene en la espalda, les ayudaría a capturar al teniente Ford. El Dr. Beckett logra extraer el dispositivo, pero un ataque de los Wraith impide la captura de Ford, Ronon vuelve con ellos a Atlantis. Cuando envían un MALP a una dirección de la puerta que él les dio, descubren que su planeta fue destruido totalmente.

## Datos relevantes de Ronon en Atlantis
Después de probar su valía en el cuerpo a cuerpo contra infantes de marina casi abatiendo a Teyla Emmagan y pasar las pruebas de puntería, Sheppard le ofrece un lugar en su equipo. Sus armas principales son una pistola de energía y una espada.
Debido a la vida fugitiva que ha llevado durante los últimos siete años, en la que estuvo alejado de todo contacto humano, Ronon Dex se muestra al principio primitivo y salvaje, sin embargo, esta actitud se va relajando con el paso de los episodios, volviendo sólo momentáneamente cuando se enfrenta a los Wraith, o cuando se siente amenazado, volviendo a ser violento e impulsivo. 
Eventualmente, Ronon descubre que no es el único superviviente de su pueblo: cerca de 300 Satedans más lograron refugiarse al oeste de la capital, entre ellos cuatro amigos suyos, mudándose después a otros planetas como Ballkan y Manaria. También se enteró de que Kell, jefe de tareas durante su entrenamiento militar, estaba entre los supervivientes.
Ronon mató a Kell cuando éste fue a negociar a Ballkan al considerarlo un traidor y un cobarde, posteriormente se descubrió que los compatriotas supervivientes de Kell se habían convertido en adoradores de los Wraith, Ronon mata a tres, escapando uno de ellos, que vuelve en la última temporada y secuestra a Ronon y se lo entrega a los Wraith para que lo conviertan en un adorador, al final vuelve en sí y se sacrifica destruyendo el laboratorio de los Wraith para salvar a los de atlantis, Ronon incluido.
En los últimos capítulos se le puede apreciar cierto acercamiento sentimental con Jennifer Keller, interpretada por Jewel Staite, pero al final no prospera. En el último capítulo se le observa una relación con una integrante de Atlantis.